# Dietilaminoetil celulose

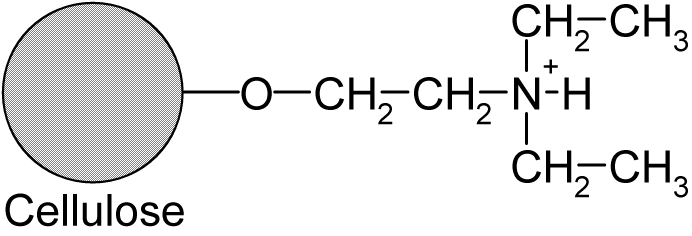
Estrutura esquemática da DEAE-C: grupos dietilaminoetanol carregados positivamente podem ligar-se íons negativos.

Dietilaminoetil celulose (DEAE-C) é uma resina positivamente carregada usada na cromatografia de troca iônica, um tipo de cromatografia de coluna utilizada na purificação/separação de proteínas e ácidos nucleicos. Grânulos de matriz de gel são derivados do dietilaminoetanol (DEAE) e bloqueiam proteínas carregadas negativamente ou ácidos nucleicos para a matriz, até serem libertados por aumento da concentração de sal do solvente.